# اورنج ایر
اورنج ایر (به انگلیسی: Orange Air) یک شرکت هواپیمایی است که در تاریخ ۱ آوریل ۲۰۱۱ میلادی تأسیس شده و در تاریخ ۱۰ ژوئن ۲۰۱۴ فعالیتش را آغاز کرده‌است. دفتر مرکزی اورنج ایر در سنفورد، فلوریدا، ایالات متحده آمریکا واقع شده‌است.